# Charles Romes
 (avril 2025).
(en) Statistiques sur pro-football-reference
Charles Michael Romes (né le 16 décembre 1954 à Verdun en France) est un sportif professionnel français de football américain ayant joué au poste de cornerback pendant onze saisons (1977-1987) dans la National Football League (NFL).
Sélectionné en 309e choix global lors de la draft 1977 de la NFL (en) par la franchise des Bills de Buffalo, il y joue pendant dix saisons, participant à 156 matchs dont 137 en tant que titulaire soit le 8e meilleur total de l'histoire de cette franchise à cette époque (début 2025, il figure 22e).
Transféré aux en 1987 aux Chargers de San Diego, il prend part à cinq matchs avant de rejoindre après la saison régulière, les Seahawks de Seattle où il participe à un match de série éliminatoire.
Avec les Bills, il réussit au moins une interception lors de chaque saison. Ses 28 interceptions en carrière constituent le 4e meilleur total de l'histoire de la franchise. En 1978, il inscrit le seul touchdown de sa carrière lors du match de la 2e semaine contre les Jets de New York en retournant une interception sur 85 yards.
Au cours de sa carrière professionnelle, il a participé à quatre matchs de série éliminatoire dont trois avec les Bills et un avec les Seahawks.
Il est reconnu comme étant le premier français à avoir joué en NFL, son père de nationalité américaine ayant été un militaire basé en France.
Au niveau universitaire, il a joué pour les Eagles (en) de l'université du centre de la Caroline du Nord,.